# 4-硝基亚苄基丙酮
4-硝基亚苄基丙酮是一种有机化合物，化学式为C10H9NO3。它可由4-硝基苯甲醛和丙酮的Claisen-Schmidt缩合反应制得。在氯化锌的催化下，它可以被三甲氧基硅烷还原为1-(4-硝基苯基)-1-丁烯。